# Lady Of Ice
Lady Of Ice — седьмой сингл немецкого диско-певца Fancy, выпущенный в 1987 году под лейблом Metronome Records. Третий и последний сингл с альбома Contact. Одна из самых известных песен Fancy.  
Клип на композицию имеет более 20 миллионов просмотров на YouTube. Фон, используемый в нем, стал широко использоваться другими музыкантами и в конце концов стал визуальным воплощением итало-диско. Так же многие современные музыканты, играющие в жанрах диско, ретровейв и подобные им, используют его до сих пор в своих клипах. 
В 2003 году 2003 на альбоме музыканта «Die Hits auf Deutsch» была представлена версия песни на немецком языке под названием «Gefühle Aus Eis» («Чувства изо льда»). 

## Позиции в чартах
| Страна    | Позиция |
| --------- | ------- |
| Германия  | №13     |
| Швеция    | №17     |
| Швейцария | №18     |